# Orphaned Land
Orphaned Land est un groupe israélien de doom metal, originaire de Petah Tikva. Influencé par le doom metal et le death metal, leur musique mélange des instruments et vocaux orientaux. Le groupe est considéré comme le pionnier du metal oriental, et fait aujourd'hui partie des groupes les plus connus du genre, avec notamment Myrath ou Melechesh. Le nom du groupe provient de la chanson "רוחות מלחמה" (traduit de l'hébreu : vents de guerre) du chanteur israélien Yehuda Poliker.

## Biographie

### Débuts (1991-2002)
Orphaned Land est initialement formé en 1991 comme un groupe de death metal appelé Resurrection, puisant également ses influences dans la musique folk et les traditions juives orientales (Mizraḥim). Le groupe attire l'attention avec sa première démo intitulée The Beloved's Cry, parue en 1992, et réédité sous format CD le 29 août 2000. En 1994, l'album Sahara mélange pour la première fois du death metal et de la musique traditionnelle orientale.
Dans leur deuxième album, El Norra Alila, paru en 1996, Orphaned land approfondit encore ce mélange, ajoutant des chants juifs traditionnels  (piyyoutim) et des mélodies arabes. Cet album véhicule un message de coexistence pacifique entre juifs et musulmans. Le groupe connaît un fort succès dans certains pays arabes. En 1997, en raison du conflit israélo-palestinien, le groupe se voit contraint de marquer une pause. Quatre ans plus tard, en 2001, ils réalisent trois concerts sous la devise "Le Calme avant la Tempête" dont le premier se déroule à Istanbul. Le second se déroulera en 2002 à Tel Aviv et le troisième sera un concert acoustique enregistré et diffusé avec l'album "Mabool".

### Mabool(2004-2010)
Courant 2003, le groupe signe un contrat avec Century Media Records. Leur troisième album, Mabool, qui signifie déluge en hébreu, est publié le 23 février 2004 et prend pour thème la bible et l'histoire de Noé. Au total, l'écriture de l'album, s'étendant entre 1997 et 2003, a pris six ans. Enregistré pendant près d'un an, il atteint un fort niveau d'imbrication entre les éléments metal et les instruments et mélodies traditionnelles. La fin de la chanson "Ocean Land" a même été enregistrée secrètement au Taj Mahal.
L'album est moins violent que les précédents, et est souvent qualifié de progressif, notamment à cause de longs moments calmes. Il raconte l'histoire de trois fils (un pour chaque religion monothéiste) qui essayent de prévenir l'humanité de la venue d'un déluge comme punition de leurs péchés. La musique intègre des instruments orientaux, deux chœurs, des chants traditionnels yéménites interprétés par Shlomit Levi, et des extraits de versets de la Bible concernant le déluge lus par Kobi Farhi.

### The Never Ending Way of ORWarriOR(2010-2013)
En février 2010, le groupe sort son quatrième album The Never Ending Way of ORWarriOR. La direction musicale est plus progressive, Les chants gutturaux sont moins présents. En 2011, le groupe sort son premier DVD filmé lors d'un concert donné a Tel Aviv en décembre 2010.
En 2011, lors de la performance du groupe au Hellfest, une de leurs danseuses du ventre, Johanna Fakhry, soulève le drapeau libanais et le place aux côtés du drapeau israélien. Depuis, cette dernière a reçu des menaces de mort et évite d'aller au Liban. En juin 2012, Matti Svatitzky quitte le groupe. La même année, Yossi Sassi le guitariste solo sort un projet personnel, Melting Clocks, album en grande partie instrumental mélangeant fusion, rock et musique orientale.

### All Is One(2013-2016)
En janvier 2013, le groupe rentre en studio pour enregistrer son cinquième album. Selon Kobi le chanteur les compositions seront plus directes et entraînantes. Chen Balbus se joint au groupe pour remplacer Matti. Cet album intitulé All is One est commercialisé le 24 juin 2013. Après la publication de l'album, ils partent en tournée à partir du 29 mai 2013, en passant par des villes comme Sao Paulo, Lille, Vienne ou bien Istanbul. Le 7 janvier 2014, le groupe annonce le départ du guitariste Yossi Sassi, membre cofondateur du groupe,. La même année, le groupe remporte une récompense de Metal Hammer dans la catégorie « groupe metal de l'année 2014 ». Le groupe fait également paraître un nouveau vidéoclip du titre Let the Truce Be Known, réalisé par Vadim Machona. Une interview conduite avec Orphaned Land par la journaliste marocaine Chaïmae Bouazzaoui, intitulée « We Should Fight Terrorism not Religion » donne plus d'éclairage sur la philosophie du groupe.
Le 25 septembre 2015, le groupe entame une tournée européenne d'un spectacle en acoustique, accompagné du groupe choral allemand Stimmgewalt Choir. Celle-ci passe par des villes comme Séville, Grenade, Londres ou bien Budapest et s'achève le 25 octobre. Le 28 août 2016, le groupe publie Kn'aan, album réalisé en collaboration avec le groupe Amaseffer.

### Unsung Prophets and Dead Messiahs(2017-2022)
Le 28 février 2017, le groupe annonce être en pleine répétition dans le but d'enregistrer leur nouvel album, dont un titre « a déjà été trouvé. » Ils annoncent finalement le 6 juillet 2017 que l'album s'intitule Unsung Prophets and Dead Messiahs et sortira le 26 janvier 2018. Parmi les collaborations annoncées pour cet album figure celle de Steve Hackett.
À la suite de la publication de l'album, le groupe part en tournée européenne du 4 avril au 28 avril 2019. Ils sont alors accompagnés des groupes Subterranean Masquerade et Paratra. La même année, en juillet, ils publient un EP The Forbidden Tracks, sous le label Night of the Vinyl Dead Records. Ce même EP est limité à 500 copies.
Entre 2020 et 2022, plusieurs tournées européennes sont annulées à la suite de la pandémie de Covid-19 

### A Heaven You May Create (depuis 2023)
Enregistré en live à Tel Aviv le 10 juin 2021 et accompagné d'un orchestre symphonique, A Heaven You May Create sort le 1er décembre 2023 chez Century Media. C'est le deuxième album live du groupe après la sortie de The Road To Or Shalem (2011) .
Le groupe est annoncé en tête d'affiche de la tournée Motocultor Across Europe Tour 2024 qui doit avoir lieu en janvier 2024 en Europe de l'Ouest . À la suite de la guerre à Gaza depuis 2023, la tournée est reportée à décembre 2024 .

## Membres

### Membres actuels
- Kobi Farhi – chant (depuis 1991)
- Uri Zelcha – guitare basse (depuis 1991)
- Matan Shmuely – batterie, percussions (depuis 2007)
- Chen Balbus – guitare, piano, xylophone, chœurs (depuis 2012)
- Idan Amsalem – guitare, bouzouki (depuis 2014)

### Anciens membres
- Matti Svatitzki – guitare (1991–2012)
- Sami Bachar – batterie, percussions (1991–2000)
- Itzik Levy – claviers, piano (1991–1996)
- Eran Asias – batterie, percussions (2000–2004)
- Eden Rabin – clavier, chœurs (2001–2005)
- Avi Diamond – batterie, percussions (2004–2007)
- Yatziv Caspi – percussions (2004–2007)
- Yossi Sassi – guitare, oud, saz, bouzouki, chœurs (1991-2014)

### Anciens membres de tournées
- Steven Wilson – clavier (2010)
- Shlomit Levi – chœurs féminins (2004–2012)

## Discographie

### Albums live
- 2011 : The Road to OR-Shalem: Live at the Reading 3, Tel-Aviv

### Split & Collaborations
- 2005 : Sentenced / Orphaned Land
- 2016 : Kna'an(Projet ext)
- 2017 : Orphaned Land & Friends 25th Anniversary